# Upnor Castle
Upnor Castle er et fort i landsbyen Upnor ved Medway i grevskabet Kent i Sydengland. Fæstningen skulle beskytte skibe under kronen, der var forankret på Medway udenfor Chatham Dockyard. Dronning Elizabeth 1. beordrede opførelsen i 1559, og det stod færdigt i 1567.
English Heritage ejer det, og Rådet i Medway driver det.